# Josefinism
Josefinism var den upplysta despotismens statskyrkosystem, uppkallat efter kejsar Josef II av Österrike, som ansåg att kyrkan till det allmännas bästa borde underordnas staten.
Påvens befogenhet begränsades, talrika kloster upphävdes, gudstjänsten omformades i upplysningens anda, religiös tolerans proklamerades (1781) med mera. Efter hans död kunde hans anordningar endast delvis upprätthållas.